# Ji Di
Ji Di, (xinès simplificat: 寂地, pinyin: Jì Dì, literalment 'indret tranquil') (Xina, 22 de juny de 1983), pseudònim de Zu Ya-Le (xinès simplificat: 祖雅乐, pinyin: Zǔ Yǎ Lè), és una artista, guionista i il·lustradora xinesa, coneguda en occident pel recull d'històries il·lustrades My Way. És una dels referents de la popularitat del dongman durant la dècada del 2010.
Després d'un gran èxit al seu país d'origen, My Way va ser publicat a França el febrer de 2007 per l'editora Xiao Pan, sobretot gràcies al suport de Benjamin, un conegut autor de manhua i novel·lista, considerada per l'artista com un referent. El seu treball tracta sobre la solitud i el pessismisme juvenil.
El març de 2010, en la Fira del Llibre de París, Ji Di i A Geng, un altre il·lustrador xinés, van anunciar la publicació d'un àlbum conjunt.